# Hemolizyna
Hemolizyna – substancja, zwykle białkowa lub lipidowa, zdolna do wywołania hemolizy, czyli rozpadu erytrocytów. Przykłady hemolizyn:
- białka pochodzenia bakteryjnego – hemolizyna alfa gronkowca złocistego, egzotoksyna formująca kanały białkowe w błonach komórek docelowych[1],
- przeciwciała – w immunologii termin hemolizyna oznacza dowolne przeciwciało, mogące rozpoznawać erytrocyty i powodować ich lizę przy udziale dopełniacza. Przeciwciała rozpoznające erytrocyty owcy mogą służyć do łatwego oznaczania aktywności dopełniacza[2],
- lipidy – ramnolipidy produkowane przez bakterie Pseudomonas aeruginosa[3].

Mimo że definicja dotyczy krwinek czerwonych, które podlegają lizie najłatwiej i efekt lizy jest szybko dostrzegalny, to wiele hemolizyn ma również zdolność do lizowania innych typów komórek.